# ریزشگاه (آبشار)

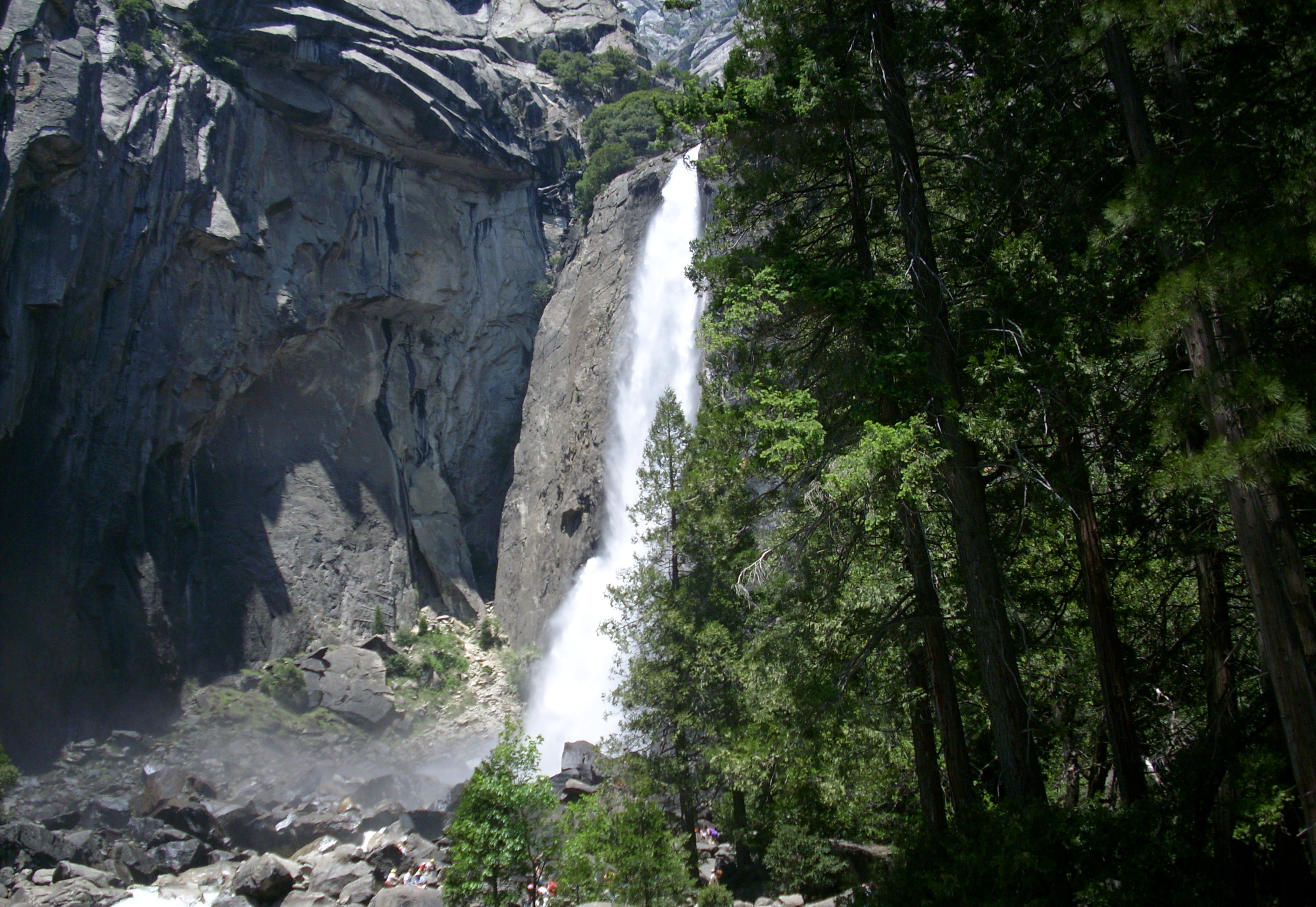
ریزشگاه آبشار یوسمیت.

ریزشگاه (به انگلیسی: runout) محل سقوط جریان آب رودخانه از لبهٔ آبشار به درون توده‌ای از آب، مانند رودخانه، دریا یا اقیانوس است.